# Kołyczewka (obwód kurski)
Kołyczewka (ros. Колычевка) – wieś (ros. деревня, trb. dieriewnia) w zachodniej Rosji, w sielsowiecie tołpińskim rejonu korieniewskiego w obwodzie kurskim.

## Geografia
Miejscowość położona jest nad rzeką Tołpinka (dopływ Sejm), 3 km od centrum administracyjnego sielsowietu tołpińskiego (Tołpino), 3 km od centrum administracyjnego rejonu (Korieniewo), 97,5 km od Kurska.
W granicach miejscowości znajduje się 76 posesji.

## Demografia
W 2010 r. miejscowość zamieszkiwało 171 osób.